# Verrey-sous-Salmaise
Verrey-sous-Salmaise är en kommun i departementet Côte-d'Or i regionen Bourgogne-Franche-Comté i östra Frankrike. Kommunen ligger i kantonen Venarey-les-Laumes som tillhör arrondissementet Montbard. År 2022 hade Verrey-sous-Salmaise 302 invånare.

## Befolkningsutveckling
Antalet invånare i kommunen Verrey-sous-Salmaise
Referens:INSEE